# Johann Ludwig Mosle

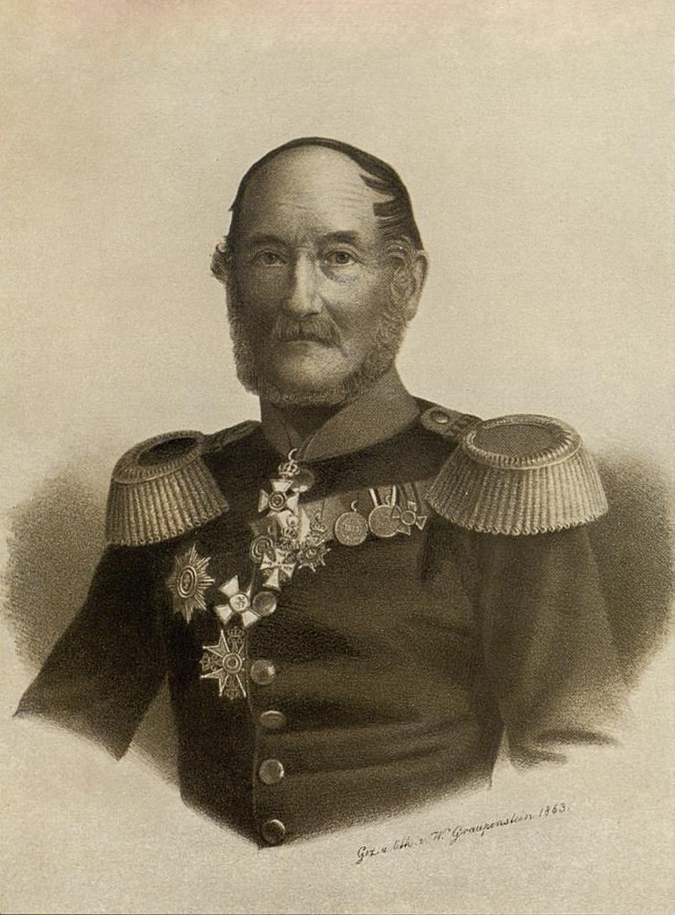
Johann Ludwig Mosle, vermutlich als oldenburgischer Generalmajor, 1863, Lithographie von Friedrich Wilhelm Graupenstein

Johann Ludwig Mosle (* 2. Januar 1794 in Varel; † 24. Oktober 1877 in Oldenburg) war ein oldenburgischer Offizier, Diplomat und Minister.

## Herkunft
Er war der Sohn des aus Thüringen stammenden Advokaten und späteren Bentinckschen Kanzleirats Alexander Samuel Mosle (1762–1833) und dessen Ehefrau Dorothea Catharina, geborene Renndorff (1769–1849), deren Eltern waren der Vareler Kaufmann Georg Rudolf Rendorff (1741–1816) und die Sophie Louise Hemken (1746–1810). Seine Großeltern waren der französische Dragoneroffizier Jean Charles des Rosiers de Moncelet (1736–1767) und die Catharina Elisabeth Köhler (1741; † nach 1803). Sein Bruder Georg Rudolph (1796–1870) wurde Kaufmann in Bremen.

## Leben
Mosle wuchs in Varel auf und besuchte von 1808 bis 1811 das Gymnasium in Oldenburg. Anschließend studierte er Jura in Straßburg. Er war national und antifranzösisch gesinnt und verließ nach der Niederlage Napoleons I. in Russland heimlich die Universität, um im Mai 1813 in Schlesien als freiwilliger Jäger in die Preußische Armee einzutreten.
Er nahm am Feldzug gegen Frankreich teil, wurde aber bereits im Februar 1814 nach Oldenburg zurück beordert, da Offiziere für das neu aufzustellende Infanterieregiment benötigt wurden. Auf Wunsch des Vaters ließ er sich allerdings noch im gleichen Jahr beurlauben, um das abgebrochene Jurastudium fortzusetzen. Nach der Rückkehr Napoleons von Elba wurde er im April 1815 erneut einberufen, nahm als Sekondeleutnant am Sommerfeldzug von 1815 teil und entschloss sich endgültig zur Aufgabe einer juristischen und für eine militärische Laufbahn. Aufgrund der schlechten Finanzlage des Großherzogtums Oldenburg war Herzog Peter Friedrich Ludwig jedoch nicht am Ausbau des oldenburgischen Truppenkontingents im Bundesheer interessiert, so dass es kaum Aussichten auf eine militärische Karriere für Mosle gab. Er wurde jedoch durch Oberst Wilhelm Gustav Friedrich Wardenburg, den Kommandeur der oldenburgischen Truppenteile, gefördert.
1817 wurde Mosle Premierleutnant, unterrichtete bald an der Militärschule und wurde 1828 Kommandeur der Gendarmerie (Großherzoglich Oldenburgisches Landdragonerkorps). Hauptberuflich war Mosle zunächst aber Regimentsadjutant.
Durch den Regierungsantritt von Großherzog Paul Friedrich August 1829 ergaben sich für Mosle neue Perspektiven, da Paul im Gegensatz zu seinem Vater energisch den Ausbau des oldenburgischen Truppenkontingents vorantrieb. 1830 erfolgte die Beförderung zum Hauptmann, verbunden mit einer Stellung als Adjutant des Großherzogs und Ernennung zum Vorstand der Militärkanzlei. 1832 wurde er zusätzlich Direktor der Militärschule. 1839 avancierte Mosle zum Oberstleutnant, verbunden mit dem Kommando über das 2. Infanterie-Regiment. 1843 erfolgte die Beförderung zum Oberst.

Neben seiner dienstlichen Tätigkeit war Mosle privat in literarischen Kreisen tätig. 1836 trat er in die Literarische Gesellschaft ein und stand in enger Verbindung zu den führenden Männern des Literarisch-geselligen Vereins Adolf Stahr und Dietrich Christian von Buttel. Er galt als gemäßigter Liberaler und setzte sich für die Mäßigkeitsbewegung ein. Mosle war auch stark an der Hebung des Wirtschaftslebens im Großherzogtum interessiert und ein Befürworter des Hunte-Ems-Kanals, um eine Anbindung des ländlichen Oldenburgs an die Seefahrt zu erreichen und die Kultivierung der Moore durch Besiedlung voranzutreiben. Seit 1841 trat er für den Ausbau des Kölner Doms ein, der für ihn ein Symbol der Deutschen Einheit darstellte, für die er sich bereits als Student begeistert hatte.

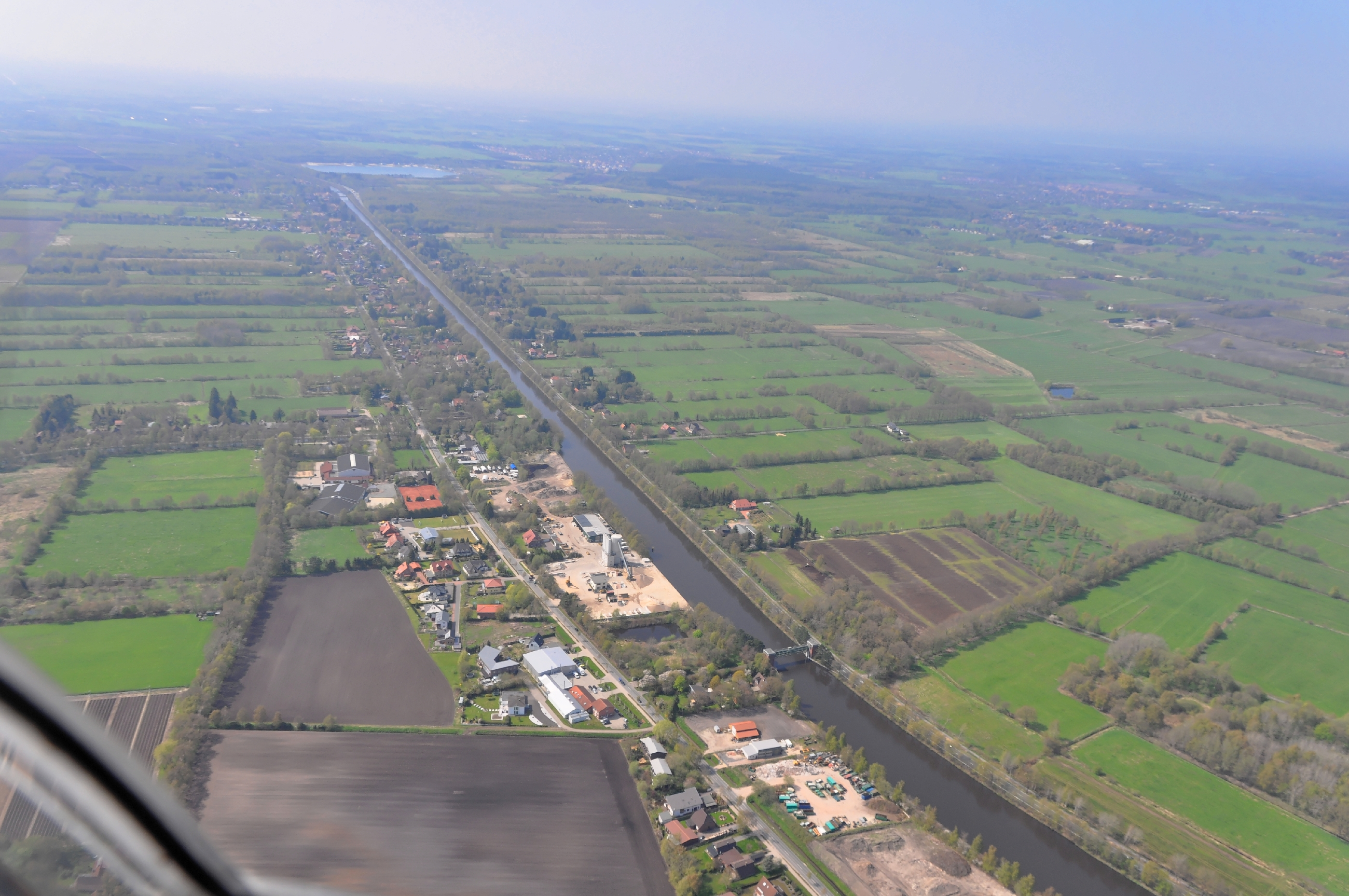
Der heute Küstenkanal genannte Hunte-Ems-Kanal trennt Südmoslesfehn (links) von Nordmoslesfehn (rechts)

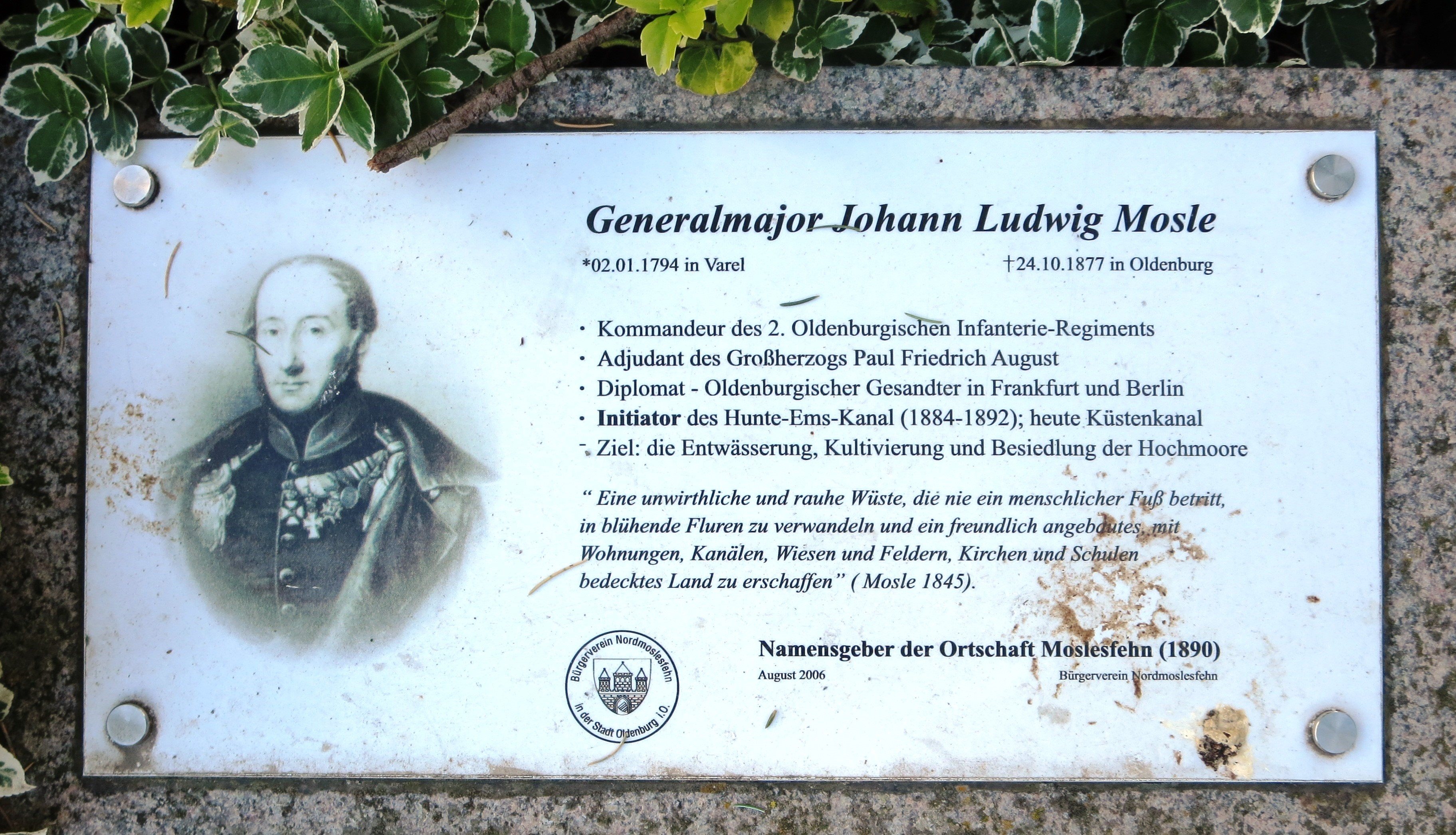
Plakette auf dem Grab in Oldenburg (Gertrudenfriedhof)

Im April 1848 wurde Mosle als Nachfolger von Hartwig Julius Ludwig von Both oldenburgischer Gesandter im Bundestag des Deutschen Bundes in Frankfurt am Main, später bei der Provisorischen Zentralgewalt. Hier setzte er sich nachdrücklich für den Ausbau der Wehrverfassung und den Aufbau der Reichsflotte ein und forcierte die Idee eines Reichskriegshafens im oldenburgischen Brake. Offenbar schlug Mosle im Juli 1848 das Amt eines oldenburgischen Ministerpräsidenten in der Hoffnung aus, in Frankfurt möglicherweise Reichskriegsminister zu werden. Stattdessen schlug er die Ernennung des Staatsrats Johann Heinrich Jakob Schloifer vor, die am 1. August 1848 auch erfolgte. Zuerst noch Anhänger einer Großdeutschen Lösung unter Einschluss Österreichs, kehrte er nach enttäuschenden Verhandlungen mit der kaiserlichen Regierung in Wien aber offenbar desillusioniert zurück und vertrat ab diesem Zeitpunkt die Idee der Kleindeutschen Lösung. Außerdem wurden scharfe Vorwürfe gegen ihn laut, nach denen er sich nicht für den standrechtlich hingerichteten Abgeordneten Robert Blum eingesetzt habe. Mosle orientierte sich nun an der preußischen Politik zum Zweck des so genannten Dreikönigsbündnisses zwischen Preußen, Hannover und Sachsen. Aus Frankfurt abberufen, ging er im Juli 1849 nach Berlin, um dort den Vertrag über den Beitritt Oldenburgs zu diesem Bündnis abzuschließen. 
Am 28. Juli 1849 übernahm er in Oldenburg die Leitung des Departements des Äußeren und versuchte seine Politik gegen die Landtagsmehrheit durchzusetzen, die sich aus großdeutschen Katholiken und Demokraten zusammensetzte, die ein Bündnis mit Preußen ablehnte. Nach dem Rücktritt der Märzregierung Schloifers im Dezember 1849 wurde Mosle zum Gesandten in Berlin ernannt und war daneben auch oldenburgischer Vertreter beim Erfurter Unionsparlament und Bevollmächtigter im Verwaltungsrat des Bündnisses. Da die nachfolgende oldenburgische Regierung Buttel gegen den Widerstand des Landtags gegen die Kleindeutsche Lösung eine abwartende Haltung annahm und das Dreikönigsbündnis allmählich zerfiel, fühlte Mosle sich im Stich gelassen und reichte am 28. März 1850 sein Rücktrittsgesuch ein, das der Großherzog jedoch ablehnte. Mosle kehrte daraufhin wieder in den Militärdienst zurück. Am 1. Dezember 1851 übernahm er das Kommando über das Oldenburgische Infanterie-Regiment und wurde am 6. August 1857 mit dem Charakter eines Generalmajors auf eigenen Wunsch verabschiedet. Das Kommando über die Landdragoner, seit 1867 in Großherzoglich Oldenburgische Gendarmerie-Korps umbenannt, behielt er bis zum 1. Januar 1870.
Im Ruhestand betätigte sich Mosle hauptsächlich schriftstellerisch und verfasste Biographien über seine beiden Förderer, General Wardenburg und Großherzog Paul sowie Teile seiner Lebenserinnerungen. 1859 initiierte er in Oldenburg die Schiller-Feiern zum 100. Geburtstag des Dichters. Er erkrankte jedoch bald und zog sich immer mehr ins Privatleben zurück.
Für die Oldenburgische Militärgeschichte ist Mosle neben Wardenburg von großer Bedeutung, da der von Großherzog Paul initiierte Ausbau des landeseigenen Truppenkontingents, so auch die Gründung der Oldenburgisch-Hanseatischen Brigade 1834, ganz wesentlich von Mosle ausgeführt wurde. Nach seinem Biographen Hans Friedl war er ein Beispiel für den neuen Typ des gebildeten, bürgerlichen Offiziers als Ergebnis der Befreiungskriege. Im weitesten Sinne war er politisch als national-liberal anzusehen, mit breiten Bildungsinteressen und einem Hang zu „Eitelkeit und Arroganz“, wie Friedl vermerkt.

## Familie
Er heiratete im Jahr 1824 Friederike von Jaegersfeld (1802–1884), die Tochter des Gutsbesitzers Carl Friedrich von Jaegersfeld (1771–1847) und der Octavia Bellina Grosse (1772–1815), die Ehe blieb kinderlos.

## Ehrungen
In Oldenburg ist heute die Moslestraße, die die Innenstadt mit dem Bahnhofsviertel verbindet, nach Johann Ludwig Mosle benannt. Außerdem tragen die Moorkolonie Nordmoslesfehn (Stadt Oldenburg), das Moordorf Südmoslesfehn (Gemeinde Wardenburg) und die Bauerschaft Mosleshöhe (Gemeinde Edewecht) den Namen von Mosle.

## Werke
- Zwei Reden gegen den Branntwein von einem Mitgliede des oldenburgischen Mäßigkeitsvereins. Oldenburg. 1840. 2. Auflage 1845.
- Vehn-Kolonien und Hunte-Ems-Kanal. Vorgelesen am 27. November 1844 in der Versammlung des oldenburgischen Gewerbe- und Handels-Vereines von einem Mitgliede desselben. Oldenburg. 1845.
- Militärische Enzyklopädie in 50 Vorträgen, gehalten vor S.K.H. dem Erbprinzen von Oldenburg im Winter 1845/46. StAO.
- Grundzüge einer Wehrverfassung nach den Bedürfnissen der Zeit. Von einem alten deutschen Offizier. Frankfurt a. M. 1848.
- Die Schillerfeier im Casino am 9. November 1859, veranstaltet vom Literarisch-geselligen Verein in Oldenburg. Oldenburg. 1859.
- Oldenburg vor 50 Jahren. Eine Gedenkschrift für das Jubeljahr 1813. Oldenburg. 1863.
- Aus dem Leben des Generals Wardenburg. Oldenburg. 1863.
- Paul Friedrich August. Großherzog von Oldenburg. Ein biographischer Versuch. Oldenburg. 1865.
- Aus dem literarischen Nachlasse von Johann Ludwig Mosle. Hg. von Otto Lasius. Oldenburg. Ohne Jahresangabe (1879).